# アジアエックス
AsiaX（アジアエックス）は、メディアジャパン（Media Japan Pte Ltd）がシンガポールにおいて隔週で発行する日本語フリーペーパー。2004年7月6日に創刊した。隔週月曜日に約1万部が発行され、シンガポールの主要ショッピングセンター、飲食店、書店などで無料配布されている。

## 概要
シンガポール国内、ならびに東南アジア諸国のニュースを中心に、シンガポール国内で働く日本人ビジネスパーソンをターゲットとした記事で構成される。16～24ページのタブロイド判。

## ウェブサイト
2008年4月6日より、同誌のウェブサイト「シンガポールの日本語メディア AsiaX（アジアエックス）」を全面リニューアルし、創刊号から最新号までの記事を掲載している。ニュースは休日を除いて毎日更新。
シンガポール国内の複数の人材紹介会社から提供される「求人情報」、日本食レストランを中心にエリア別、ジャンル別に飲食店を掲載している「飲食店情報」など、フリーペーパー版にはないコンテンツも提供されている。